# Le Val-David
Le Val-David település Franciaországban, Eure megyében. Lakosainak száma 672 fő (2022. január 1.). Le Val-David Le Vieil-Évreux, Cierrey, Le Cormier, Saint-Germain-de-Fresney, Saint-Luc, La Trinité és La Baronnie községekkel határos.

## Népesség
A település népességének változása:
| Lakosok száma | 183  | 547  | 684  | 757  | 750  | 738  | 723  | 701  | 690  | 672  |
|               | 1968 | 1982 | 1990 | 2006 | 2013 | 2015 | 2017 | 2019 | 2020 | 2022 |